# Spinoasa, Iași
Spinoasa este un sat în comuna Erbiceni din județul Iași, Moldova, România. Spinoasa se află la 29 km sud-est de Hârlău, circa 11 km de Podu Iloaiei și la 32 km nord-vest de municipiul Iași. Este traversată de râul Bahlui, un râu periculos în perioada inundațiilor, însa nu face probleme satului Spinoasa datorită barajului de acumulare de la Belcești, care preia și reglează cursul dar mai ales debitul râului Bahlui.
Satul Spinoasa are o școală care cuprinde clasele l-lV deoarece este un sat mic cu aproximativ 100 case, iar restul copiilor care depășesc clasele l-lV sunt nevoiți să facă naveta până la Erbiceni (la 4 km) sau Belcești (la aproximativ 8 km).
În acest sat este și un conac boieresc care până în toamna anul 2006 a aparținut Stațiunii de Cercetare și Dezvoltare Podu Iloaiei. Acesta a fost locuit de familiile Coteanu și Pirau, iar în momentul de față conacul și livada aferentă se află în paragină.

## Turism
În apropiere de sat în zona Pădurii Chicerea este o zonă des frecventată de cei care practică parapantismul. Tot aici oameni din diferitele zone din apropiere se adună în sfârșiturile de săptămână (weekend-uri) la picnic, fiind o zonă ferită de aglomerația și de poluarea orașelor.

## Zonă cu interes militar

### Buncăre secrete din satul Spinoasa județul Iași
Un uriaș depozit subteran secret, întins pe o suprafața de 12 hectare, ascuns sub Pădurea Chicerea, din comuna Erbiceni 
- La 8 metri sub pământ se ascundeau 8 buncăre din beton, cu suprafețe de mii de metri pătrați fiecare
- Deasupra buncărelor pline cu armament, soldați și carburanți erau plantați în pădure, astfel încât întreaga bază militară secretă să fie perfect camuflată
- Aprovizionarea se făcea cu trenul, care intra și ieșea din depozit prin niște tuneluri și galerii ascunse de pădurile de salcâmi
- "Nici nu-ți dădeai seama că trenul intră într-o bază militară. Totul fusese gândit să se creadă că trenul intra, pur și simplu, în pădure. De altfel, toată baza militară era acoperita de pădure", a povestit Ștefan Lupu, unul dintre muncitorii care au lucrat la construirea buncărelor
- Amanta unui general rus era o spioană, care a aflat totul și, de aceea, întreg proiectul a fost abandonat în 1953

Citiți mai jos un reportaj despre una dintre cele mai mari operațiuni secrete desfășurate vreodată de Armata Română în județul Iași.
Un uriaș depozit subteran secret, întins pe 12 hectare, ascuns în valea dintre dealurile împădurite din comuna Erbiceni, la Spinoasa. La 8 metri sub pământ se construiau opt buncăre cu suprafețe de mii de metri pătrați, fiecare cu ziduri groase de beton. Buncărele comunicau unele cu altele prin niște galerii puternic armate în beton. Deasupra totul era acoperit de pământ și erau plantați salcâmi, astfel încât nimic să nu dea de bănuit că în Pădurea Chicerea, cum era cunoscut locul, se ascunde unul dintre cele mai mari depozite subterane ale Armatei Române. Buncărele se umpleau cu armament, carburanți și soldați. Comunicarea cu exteriorul se făcea numai pe calea ferată, construită special pentru unitatea militară secretă. Trenul intra și ieșea din depozit prin niște tuneluri galerii subterane, camuflate, de asemenea, de pădurea de salcâmi.
Am stat de vorba cu doi dintre muncitorii care au lucrat la una dintre cele mai mari operațiuni secrete desfășurate vreodată de Armata Română în județul Iași, operațiune denumita "Șantierul 229 - Spinoasa". Aceștia au vorbit pentru prima data cu niște jurnaliști despre povestea buncărelor subterane din Padurea Chicerea, la Spinoasa, acum abandonate și lăsate pradă hoților de fier vechi.

### Mobilizare ca la Canal
Înainte de intrarea în orașul Podu Iloaiei, dinspre Iași, faci dreapta spre drumul județean care duce spre Erbiceni. Din mașină, dacă te uiți atent, vezi în depărtare ruinele unor poduri din beton. Mergi mai departe, ții drumul spre Belcești și treci prin satul Spinoasa. Cum se termina satul, o iei pe camp, spre Pădurea Chicerea. Dacă te apropii puțin, poți să zărești ruinele unei căi ferate suspendate, ale unor galerii din beton și rămășitele câtorva buncăre cu ziduri groase de beton. Puțini știu că aici se află ruinele celui mai mare șantier militar demarat de Armata Română în județul Iași...
Era începutul Războiului Rece. La începutul anului 1951, puterile occidentale și URSS își măsurau deja mușchii în Războiul din Coreea. În acest timp, Armata Română a dat dovadă de o mobilizare fără precedent pentru a construi în Pădurea Chicerea o unitate militară secretă.
Trecuseră deja câțiva ani de când Ștefan Lupu din Spinoasa revenise de pe front. Luptase în cel de-al Doilea Război Mondial. La un moment dat, Securitatea i-a cerut să lucreze la șantierul de la Spinoasa. "La început eram la lucru vreo 1.300 de soldați și civili. Eu eram un bun dulgher și aveau nevoie de mine. M-au avertizat că dacă voi povesti cuiva ceea ce lucram acolo, mă împușcă. Și nu am povestit nimănui. Eu eram plătit pentru că eram civil, dar s-a lucrat și cu mii de soldați. Era un șantier mare", își amintește Ștefan Lupu, acum în vârstă de 84 de ani. Și Neculai Beraru a muncit la Șantierul 229 Spinoasa. A lucrat, însă, ca soldat, era militar în termen și nu primea salariu. "Prin 1952 au adus încă vreo 500 de oameni de la Canalul Dunăre-Marea Neagră să continue lucrările la Spinoasa. Trebuia să construim o unitate militară secretă sub pământ. Am săpat la 8 metri sub pământ și am făcut buncărele subterane cu ziduri groase de beton. Munceam de dimineața până seara. Eram istoviți. Nu aveam utilaje, totul era manual. Dar eram bine organizați, astfel încât să nu fim nevoiți să ieșim în exterior pentru a procura hrană, apă etc. Aveam abator, sală de mese, tot. Am tras și apa de la Timișești", a spus Neculai Beraru. 
La șantier lucrau numai români, deși "proiectul" se derula în colaborare cu rusii. Munca era atât de grea, încât soldații spuneau că se aflau într-un lagăr de concentrare. De aceea, trei dintre soldați nu au mai rezistat și s-au sinucis. "Unul a fost tăiat de tren, unul s-a spânzurat și altul l-a tăiat trenul. Era greu, nu au mai rezistat", a mărturisit Ștefan Lupu.

### Camuflare perfectă
Se ridicau o bază militară și un depozit de armament. Pe cele 12 hectare se construiau doar buncăre, care comunicau unele cu altele prin niște galerii. Pentru a susține calea ferată, s-au amenajat special câteva poduri și podețe. Trenul intra în unitatea militara prin niște galerii camuflate de pădurea de salcâmi. "Nici nu-ți dădeai seama că trenul intra într-o bază militară. Totul fusese gândit să se creadă că trenul intra, pur și simplu, și se pierdea în pădure. De altfel, toată baza militară era acoperită de pădure. Să nu dea nimic de bănuit că acolo era un buncăr. Dacă te uitai din depărtare, vedeai doar o pădure", a povestit Ștefan Lupu.
Șantierul era organizat în colaborare cu Armata Rusă. Din partea rușilor, operațiunea era coordonată de doi generali. Armata Română îl desemnase să se ocupe de operațiune pe generalul Rab, de origine maghiară. "Din câte auzeam eu, aceasta bază militară secretă deservea toate forțele militare din zona Moldovei. De aici se făcea aprovizionarea cu combustibil și armament. Totul fusese calculat", și-a mai amintit Ștefan Lupu.

### Un mare aeroport militar
Aprovizionarea celorlalte unități militare nu se realiza cu trenul pentru că nu putea fi eficientă. După ce se finalizau lucrările la unitatea militară, putin mai încolo, pe șesul Bahluiului, între Erbiceni și Belcești, pe o suprafață de 300 de hectare, trebuia să se amenajeze un aeroport militar. "Ni se spunea că după ce terminam de construit buncărele și unitatea militară, ne mută mai încolo, unde trebuie să construim aeroportul militar. Ofițerii vorbeau că aeroportul trebuia să aibă mai multe piste lungi, să poată opera sute de avioane", a adăugat Neculai Beraru.

### Secret trădat de amantă?
S-a lucrat intens cu mii de soldați și civili din 1951 până în 1953. Cele opt buncăre, calea ferată, podurile și galeriile erau gata. Ceea ce era mai dificil fusese finalizat. Nu mai era mare lucru de făcut. Trebuia pus pământ deasupra construcțiilor și replantați copacii, pentru a camufla totul. După aceea, depozitul era perfect funcțional. Cu toate acestea, dintr-odată, în mod straniu, totul s-a oprit. Care era explicația? Ani de zile de munca titanică, mii de oameni mobilizați, cheltuieli financiare considerabile. Și, într-o zi, totul a fost lăsat baltă și abandonat. Supraviețuitorii nu știu mare lucru despre ceea ce a determinat abandonarea proiectului. 
"Noi ne-am gândit că, între timp, a murit Stalin și colaborarea dintre armata rusă și cea română nu mai era ca înainte și, de aceea, s-a abandonat totul. S-a auzit, însă, că planurile secrete ale unității militare au ajuns pe mâna Occidentului și, de aceea, a fost abandonat totul. Se vorbea că unul dintre generalii care răspundeau de proiect se încurcase cu o spioană", a adăugat Ștefan Lupu.
Primarul comunei Erbiceni, Constantin Ivan, și-a amintit, de asemenea, că a auzit povestea generalului trădat de amantă de la bunicii săi. Aceștia la rândul lor au auzit-o de la unii dintre ofițerii care s-au aflat pe șantierul 229 - Spinoasa. 
"Era vorba despre un general rus care avea o amantă nemțoaică. Această femeie era, de fapt, o spioană care a sustras planurile secrete ale unității de la Spinoasa și le-a dat americanilor", a spus primarul Constantin Ivan.
După ce au fost retrași soldații, construcțiile finalizate nici măcar nu au mai fost păzite. După 50 de ani, a rămas doar ce era din beton: buncărele, care acum sunt pline de aluviunile aduse de ploi de pe dealuri, platforma de susținere a caii ferate, structurile din beton ale podurilor, etc. Hoții au început să spargă și betonul pentru a scoate fierul și a-l vinde.